# Eskil Edh
Eskil Edh, né le 4 août 2002 à Lillestrøm en Norvège, est un footballeur norvégien qui évolue au poste d'arrière droit à l'AIK Solna.

## Biographie

### En club
Né à Lillestrøm en Norvège, Eskil Edh est formé par le club local du Lillestrøm SK, où il fait ses débuts en deuxième division norvégienne. Il joue son premier match en professionnel dans cette compétition, le 21 septembre 2020, lors de la saison 2020 face au Kongsvinger IL. Il entre en jeu à la place de Daniel Gustavsson (en) et son équipe l'emporte par deux buts à zéro. Il signe son premier contrat professionnel le 2 novembre 2020, à l'âge de 18 ans, le liant au club jusqu'en 2023.
Il découvre la première division lors de la saison 2021. Il joue son premier match dans l'élite le 24 mai 2021, face au Viking FK. Il entre en jeu à la place de Lars Ranger et son équipe s'incline par trois buts à un. Il inscrit son premier but en professionnel le 5 décembre 2021, lors de l'avant-dernière journée de la saison, contre le Molde FK. Les deux équipes se neutralisent ce jour-là (3-3 score final).
Le 14 février 2022, Edh prolonge con contrat jusqu'en 2024 avec le Lillestrøm SK.
Le 15 mars 2024, Eskil Edh rejoint la Suède afin de s'engager en faveur de l'AIK Solna. Il signe un contrat courant jusqu'en décembre 2027,.

### En équipe nationale
Eskil Edh joue son premier match avec l'équipe de Norvège espoirs face à l'Azerbaïdjan le 16 novembre 2021. Il entre en jeu à la place de Sebastian Sebulonsen et son équipe l'emporte par deux buts à un.